# حیر جاموس صغیر
حیر جاموس صغیر (به عربی: حیر جاموس صغیر) یک روستا در سوریه است که در ناحیه سلقین واقع شده‌است. حیر جاموس صغیر ۴۳۲ نفر جمعیت دارد.